# Briey (Valais)
Pour les articles homonymes, voir Briey.
Briey est une localité située sur la commune de Chalais, dans le canton du Valais en Suisse.